# La Chapelle-Laurent
La Chapelle-Laurent – miejscowość i gmina we Francji, w regionie Owernia-Rodan-Alpy, w departamencie Cantal.
Według danych na rok 1990 gminę zamieszkiwało 399 osób, a gęstość zaludnienia wynosiła 15 osób/km² (wśród 1310 gmin Owernii La Chapelle-Laurent plasuje się na 470. miejscu pod względem liczby ludności, natomiast pod względem powierzchni na miejscu 285.).